# VARS2
VARS2‏ (Valyl-tRNA synthetase 2, mitochondrial) هوَ بروتين يُشَفر بواسطة جين VARS2 في الإنسان.